# De Roest d'Alkemade

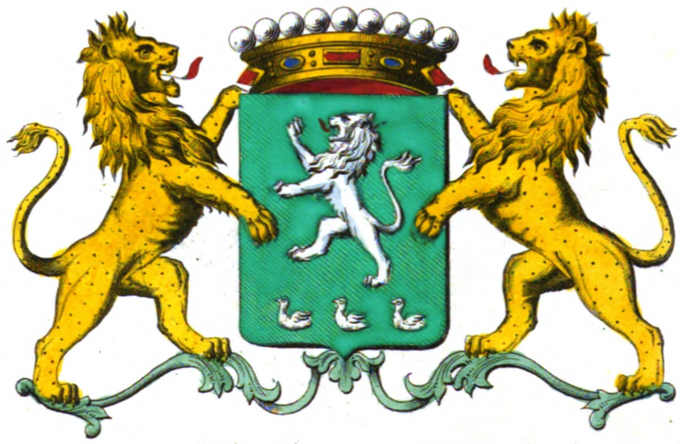
Wapen van de familie de Roest d'Alkemade

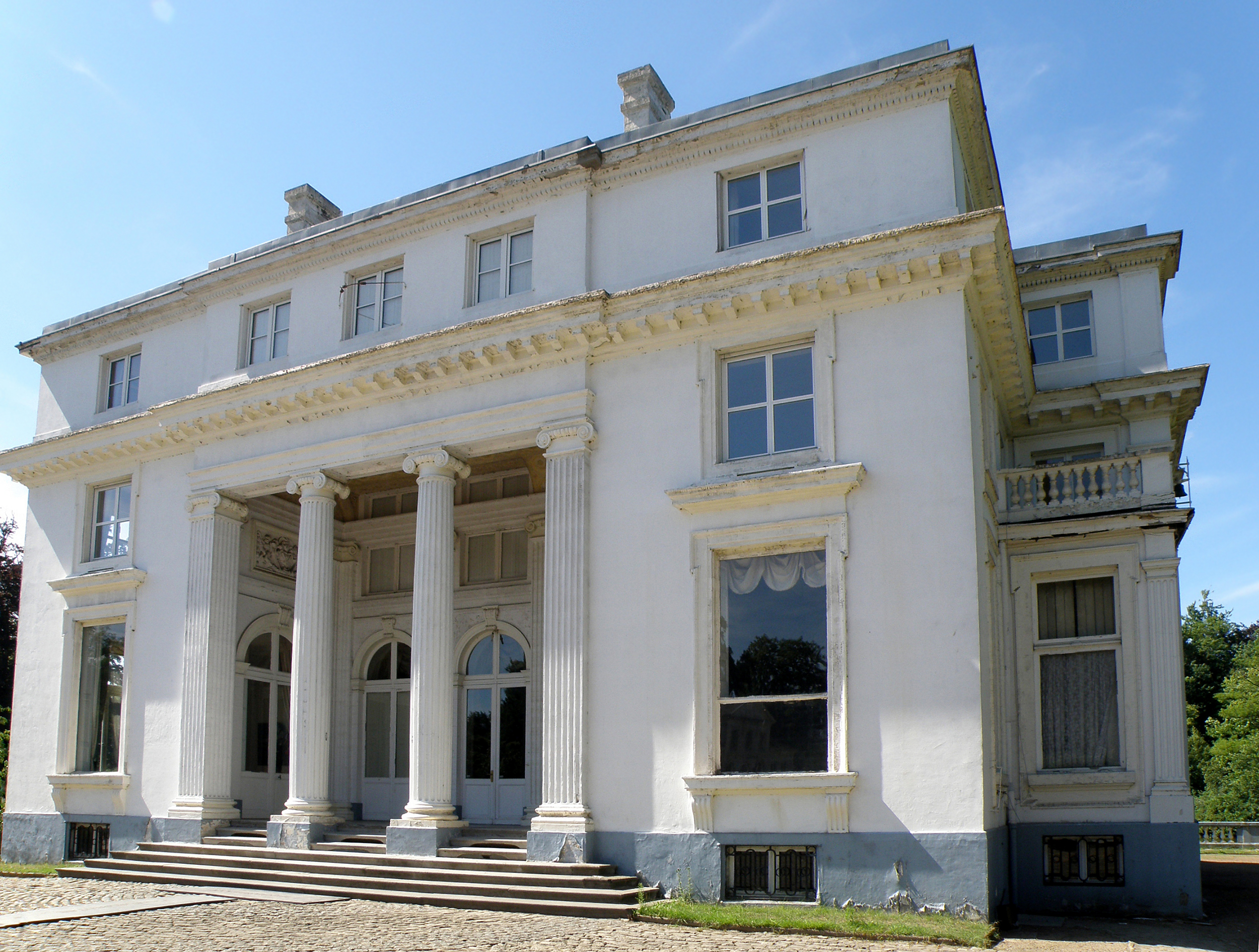
Hof ter Linden in Edegem, bewoond door leden van de familie de Roest d'Alkemade en geërfd van de familie Mayer van den Bergh

De Roest d'Alkemade of Roest van Alkemade, is een familie van Noord- en Zuid-Nederlandse adel.

## Geschiedenis
De familie is bekend vanaf het midden van de zestiende eeuw.
In 1739 werd Frederic de Roest d'Alkemade (Amsterdam, 1688 - Brussel, 1743) door keizer Karel VI verheven tot burggraaf. In 1779 werd de titel door keizerin Maria Theresia bevestigd ten gunste van Jerôme de Roest d'Alkemade.
De laatste naamdragers onder het ancien régime waren Theodore (baron in 1782) en Jacques-Théodore (baron in 1786) de Roest d'Alkemade, die getrouwd was met Elisabeth Oem, dame van Moesenbroek.

## Theodoor Roest van Alkemade
Oudste zoon van Jacques-Théodore Roest van Alkemade, was Theodoor Jan Roest van Alkemade (1754-1829), die in 1814 in werd benoemd in de Ridderschap van de provincie Holland, met akte van bewijs. In 1822 kreeg hij de titel baron, overdraagbaar op alle afstammelingen. In 1830 bleven zijn nazaten het Nederlandse koninkrijk trouw. In 1851 doofde deze familietak uit.

## Jacques de Roest d'Alkemade
Jacques Godschalk de Roest d'Alkemade (Dordrecht, 3 januari 1764 - Schaarbeek, 11 september 1830), broer van de voorgaande, werd in 1816, blijkens de eerste adelslijst met de titel burggraaf, overdraagbaar bij eerstgeboorte, benoemd in de Ridderschap van Zuid-Brabant.
Hij trouwde in 1787 met zijn nicht Elisabeth de Roest d'Alkemade (Brussel, 1765-1808), dochter van burggraaf Frederic de Roest d'Alkemade en van Elisabeth de Hemptinne, en ze hadden vier kinderen. Hij hertrouwde in 1817 met Catherine Fernandez de Partamo (Diest, 1750 - Brussel, 1831), weduwe van Simon Sanchez de Aguilar.
Jacques de Roest overleed net voor hij de keuze tussen Nederland en België had moeten maken, maar de drie kinderen die hem overleefden kozen voor België. Het ging om:
- Burggraaf Jacques-Theodore de Roest d'Alkemade (Brussel, 1788 - Sint-Joost-ten-Node, 1853), die vrijgezel bleef.
- Burggraaf François de Roest d'Alkemade (Brussel, 1791 - Beersel, 1864), die burgemeester werd van Alsemberg en van Linkebeek.
- Elisabeth de Roest d'Alkemade (Brussel, 1793 - Sint-Joost-ten-Node, 1858), die vrijgezel bleef.

## Afstamming François de Roest
- François de Roest d'Alkemade (hierboven) trouwde in 1828 met Marie Meeûs, dochter van François de Meeûs en van Marie-Thérèse van der Borght en zus van Ferdinand Meeûs, de stichter van de Generale Maatschappij. Ze hadden vier zoons.
  - Jacques Frédéric de Roest d'Alkemade (1829-1866), burgemeester van Beersel, overleed ongehuwd.
  - Frantz de Roest d'Alkemade (1831-1892) trouwde met zijn nicht Marie de Meeûs (1831-1865), dochter van Ferdinand de Meeûs.
    - Leon de Roest d'Alkemade Oem de Moesenbroeck (1860-1929), trouwde met Amelie de Laminne (1862-1887) en trad in tweede huwelijk met Jeanne de Wolff de Moorsel (1871-1912), met wie hij een dochter en een zoon had, maar in de volgende generatie doofde deze tak uit.

  - Antoine de Roest d'Alkemade (1832-1909) trouwde met Noémie du Sart de Molembaix (1836-1891). Ze kregen zeven kinderen maar in de volgende generatie was deze tak uitgestorven.
    - Marcel de Roest d'Alkemade (Brussel, 1861 - Mexico, 1925) nam in 1890 deel aan een geografische expeditie in de Congolese provincie Katanga. Later, tijdens een reis doorheen Mexico, is hij in 1924-1925 verdwenen.
    - Antoine de Roest d'Alkemade (1864-1916) trouwde met Angèle Drion (1860-1951).
      - Jean-Antoine de Roest d'Alkemade (1894-1918), werd luitenant-vlieger en sneuvelde in Houthulst op 28 september 1918.

  - Théodore de Roest d'Alkemade Oem de Moesenbroeck (1834-1912) trouwde met Blanche d'Olmen de Poederlé (1843-1928), die zich onderscheidde tijdens de Eerste Wereldoorlog en werd gevangengezet. Ze kregen twaalf kinderen, met afstammelingen tot heden. De zoons werden in 1925 vereerd met de titel baron, overdraagbaar bij eerstgeboorte.
    - Robert de Roest d'Alkemade (1883-1956) trouwde met Ghislaine Mayer van den Bergh (1891-1960).
      - Guy de Roest d'Alkemade (1915-2001) trouwde in 1946 met Jacqueline Ruzette (1925-2007). Tijdens de Tweede Wereldoorlog trad hij toe tot het verzet en werd gearresteerd. Met afstammelingen tot heden.

## Trivia
In de Antwerpse deelgemeente Berchem ligt, in het gebied Het Rooi (Nieuw Kwartier), een “de Roest d'Alkemadelaan”. Op deze plek stond tot 1964 een kasteel Pulhof, dat toen eigendom was van de familie de Roest.